# Face cachée de la Lune
Pour les articles homonymes, voir La Face cachée de la Lune.

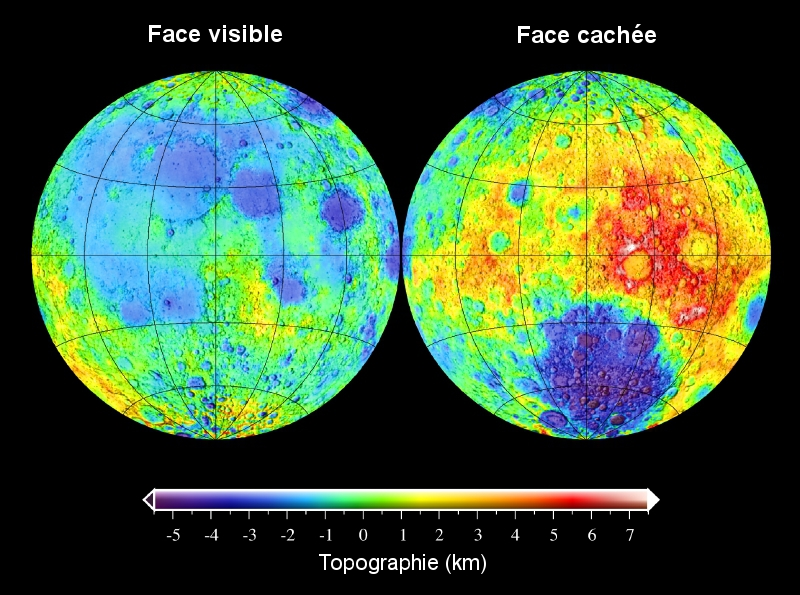
Carte topographique des faces visible (gauche) et cachée (droite) de la Lune.

Passage de la Lune entre la Terre et DSCOVR le 16 juillet 2015, montrant la face cachée de la Lune.

La face cachée de la Lune est l'hémisphère de la Lune qui se situe en permanence du côté opposé à la Terre, l'autre étant nommé face visible de la Lune. En effet, un seul et même hémisphère de la Lune est visible depuis la Terre, car la Lune possède une période de rotation égale à sa période de révolution (27,321 7 jours), phénomène appelé rotation synchrone.
L'autre hémisphère est donc invisible depuis la Terre et n'a été photographié et cartographié que grâce aux sondes spatiales, la première étant la sonde soviétique Luna 3 en 1959. Les premiers hommes à l'apercevoir directement furent l'équipage de la mission Apollo 8 en orbite autour de la Lune en 1968. Le terrain rugueux est remarquable aussi bien par la multitude de cratères que par sa pauvreté en mers lunaires.
Cette face cachée possède également le plus vaste cratère d'impact connu du système solaire : le bassin Pôle Sud-Aitken. Il a été envisagé d'y installer un radiotélescope gigantesque, avec l’avantage qu'il y serait protégé des interférences possibles venues de la Terre.

## Histoire
Les forces de marée entre la Terre et la Lune ont ralenti la rotation lunaire au point que, désormais, c'est toujours la même face qui est présentée à la Terre. L'autre face, qui n'est donc jamais visible dans sa totalité depuis la Terre, est appelée la « face cachée de la Lune ». Il ne faut pas la confondre avec la face non-éclairée (qui est l'hémisphère qui n'est pas illuminé par le Soleil), bien que les deux correspondent lors d'une pleine lune. Enfin, la face visible et la face cachée reçoivent en moyenne autant de lumière du Soleil.
Les deux hémisphères ont des apparences très distinctes : d'un côté la face visible qui abonde en mers lunaires (qui ne sont pas de vraies mers, contrairement à ce que pensaient les astronomes du XVIIe siècle) et de l'autre la face cachée, martelée de cratères et ne possédant que peu de mers. En effet, seuls 2,5 % de sa surface en sont composés (contre 31,2 % sur la face visible). L'explication la plus probable de cette différence est liée à la plus grande concentration d'éléments produisant de la chaleur sur la face visible, prouvée par les cartes géochimiques obtenues en rayons gamma, effectuées avec le spectromètre Lunar Prospector. Bien que d'autres facteurs, tels que l'altitude ou l'épaisseur de la croûte, puissent aussi influer sur le lieu des éruptions de basalte, ils n'expliquent pas pourquoi le bassin Pôle Sud-Aitken, où l'on trouve les plus basses altitudes lunaires ainsi qu'une fine croûte, n'a pas été aussi volcanique que l'Océan des Tempêtes (pour une explication plus détaillée, voir mers lunaires).

## Exploration
Avant les années 1950, on savait peu de choses de la face cachée. Les librations périodiques de la Lune ont permis d'en apercevoir brièvement des zones situées près du bord de la face visible.
Cependant, on les voyait sous un angle faible, ce qui empêchait toute observation à but scientifique (il est même difficile de distinguer un cratère d'une chaîne de montagnes). Quelque 82 % de la face cachée restant invisibles, il y eut beaucoup de spéculations à son sujet.
Un exemple d'une zone de la face cachée qui peut être observée grâce à la libration est la mer orientale, un imposant bassin d'impact mesurant près de 1 000 kilomètres de diamètre. Cependant, elle n'était même pas référencée jusqu'en 1906, par Julius Franz dans Der Mond. La vraie nature du bassin fut découverte dans les années 1960 lorsque les images corrigées furent projetées sur un globe. Elle fut photographiée en détail par Lunar Orbiter 4 en 1967.
Le 7 octobre 1959 la sonde soviétique Luna 3 prit les premières photographies de la face cachée de la Lune, dix-sept d'entre elles étant exploitables et couvrant deux tiers de la surface invisible. Les images furent analysées, et le premier atlas de la face cachée de la Lune fut publié par l'Académie des sciences d'URSS le 6 novembre 1960,. Il comprenait un catalogue de 500 formations distinctes. Un an plus tard, le premier globe (Échelle 1:13 600 000) incluant les parties invisibles de la face cachée fut publié en URSS, en se fondant sur les images de Luna 3.
Le 20 juillet 1965, une autre sonde soviétique, Zond 3, transmit 25 images de très bonne qualité de la face cachée, avec une résolution bien meilleure que celles de Luna 3. En particulier, elles ont permis de révéler des chaines de cratères longues de centaines de kilomètres. En 1967, la seconde partie de l’Atlas de la face cachée de la Lune fut éditée à Moscou,, fondée sur les données de Zond 3, avec un catalogue incluant maintenant 4 000 nouvelles formations. La même année, la première « carte complète de la Lune » (échelle 1:5 000 000) et un globe mis à jour (échelle 1:10 000 000), montrant 95 % de la surface lunaire, sont publiés par l'Union Soviétique grâce au travail de Kira Shingareva,.

Vue détaillée prise par le Lunar Reconnaissance Orbiter (LRO).

Comme beaucoup d'imposantes formations de la face cachée furent découvertes par des sondes spatiales soviétiques, ce sont les scientifiques d'URSS qui ont choisi leur nom. Cela causa quelques controverses et l'Union astronomique internationale assuma plus tard la responsabilité de renommer certaines formations de cet hémisphère, tout en en conservant beaucoup.

La face cachée fut observée directement par un être humain pour la première fois lors de la mission Apollo 8 en 1968. L'astronaute William Anders décrivit la vue : 

« L'autre face ressemble à un tas de sable avec lequel mes enfants ont joué autrefois. Tout est comme détruit, il n'y a pas de mots [pour la décrire], juste beaucoup de bosses et de trous. »

Elle a été observée par tous les membres des missions Apollo 8 et Apollo 10 jusqu'à Apollo 17, et photographiée par de nombreuses sondes lunaires. Les capsules spatiales passant derrière la Lune étaient en silence radio avec la Terre et devaient attendre que l'orbite permette à nouveau les communications. Durant les missions Apollo, le moteur principal du vaisseau se mettait en route lors du passage derrière la Lune, ce qui créait des moments de tension au centre de contrôle de Houston avant que le vaisseau ne réapparaisse.

### Mission chinoise de 2019
En janvier 2019, la mission chinoise Chang'e 4 réalise le premier alunissage de l'Histoire sur la face cachée de la Lune. Cette première mission qui comprend un atterrisseur et un rover doit durer 90 jours.
Après avoir orbité durant vingt jours autour de la Lune pour tester le fonctionnement des instruments ainsi que les liaisons radio avec le satellite relais Queqiao, la sonde Chang'e-4 s'est posée le 3 janvier à 2 h 26 UTC dans le cratère Von Kármán situé sur la face cachée.

## Exploration topographique et du champ de gravité
Une mission japonaise, SELENE (SELenological and ENgineeering Explorer), lancée en 2008, a montré que depuis son origine, la croûte de la face cachée est plus rigide, plus froide et plus résistante que celle de la face visible. Si on ne comprend toujours pas l'origine de ces dichotomies, SELENE a néanmoins précisé les différences topographiques, mais aussi de champ de gravité entre les deux faces lunaires. La face cachée est moins sombre et couverte de cratères et elle semble avoir moins évolué que l'autre depuis 3,8 milliards d'années. Elle présente aussi des différences de densité, d'épaisseur de croûte et d'âge des matériaux. 
Les cartes produites par cette mission invitent à conclure que les zones d'augmentation du champ de gravité seraient plutôt dues à des remontées anciennes de matériaux denses, qu'au remplissage des bassins par du basalte fondu lors des impacts de grosses météorites. SELENE a montré que les pics de champ de gravité ne coïncident pas tous avec la présence d'un bassin d'impact, et qu'ils sont souvent entourés d'une région où la gravité est plus basse que la moyenne. En soustrayant l'effet des reliefs (déduit de l'altimétrie) du champ de gravité, on obtient des indices de variation d'épaisseur de la croûte, qui indiquent que la croûte de la face visible est plus fine que celle de la face cachée, dont le relief est plus accidenté. L'imagerie radar a également montré des strates dans le basalte de la face visible, ce qui évoque des phases tectoniques différentes dans le passé. L'analyse de la face cachée (notamment le comptage des cratères) laisse penser qu'une activité volcanique est périodiquement réapparue jusqu'à il y a environ 2,5 milliards d'années,,,,.

## Utilisations possibles

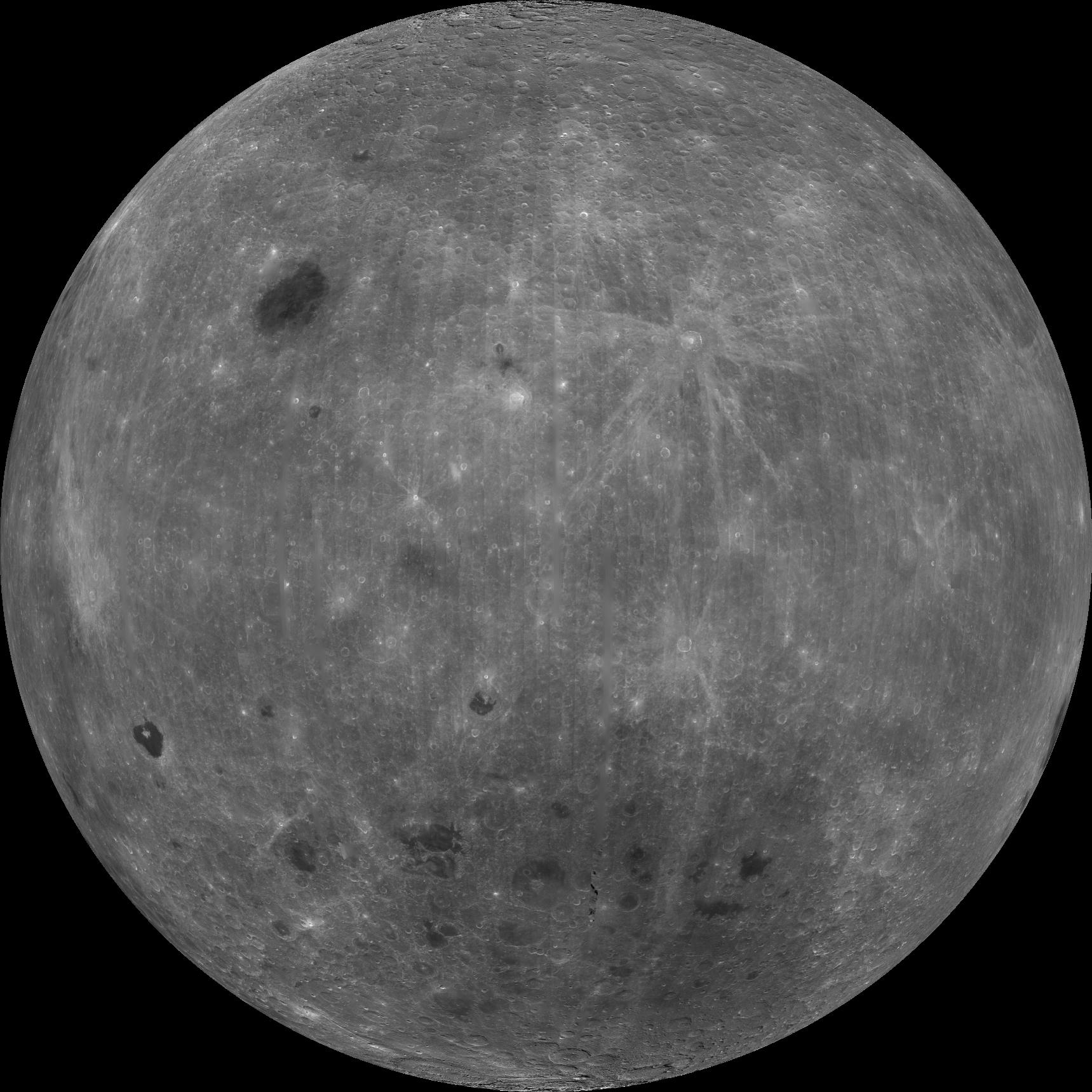
Environ 50 000 images de la mission Clementine ont été traitées pour produire ces vues de la Lune, montrant les variations d’albédo à 750 nm. L’image est centrée à 0° latitude et 180° longitude. On y distingue le Mare Moscoviense (en haut à gauche) et le bassin Pôle Sud-Aitken (en bas), une vaste dépression de 12 km de profondeur révélée par l’altimètre de Clementine.

Comme la face cachée de la Lune est protégée des émissions radio de la Terre, on y voit un bon endroit pour implanter des radiotélescopes pour les astronomes. Les petits cratères de forme sphérique peuvent accueillir un radiotélescope tel que celui d'Arecibo à Porto Rico. Pour les télescopes de très grande taille, le cratère Daedalus de 100 km de diamètre, situé près du centre de la face cachée, est envisagé. De plus, ses bords de 3 km de haut pourraient grandement aider à bloquer les interférences dues aux satellites en orbite. Un autre candidat pour l'installation d'un radiotélescope est le cratère Saha.
Avant de déployer des radiotélescopes sur la face cachée, plusieurs problèmes doivent être réglés. La fine poussière lunaire peut endommager les équipements, véhicules et scaphandres spatiaux. Les matériaux utilisés pour les instruments doivent être protégés efficacement contre les effets des éruptions solaires. Enfin, la zone d'implantation des télescopes doit être isolée de toute interférence avec une autre source radio.
Le point de Lagrange L2 du système Terre-Lune est situé à environ 62 800 km de la Lune, dans la direction opposée à la Terre. Il a été proposé pour recevoir un futur radiotélescope, traçant une courbe de Lissajous autour du point lagrangien.
Une des missions lunaires envisagées par la NASA serait d'envoyer un robot au bassin Pôle Sud-Aitken, où un important impact qui a créé une formation de 2 400 km de diamètre et causé une profonde pénétration dans la surface lunaire ; un échantillon de ce site pourrait être renvoyé par le robot et analysé pour obtenir des informations concernant l'intérieur de la Lune.
Comme la face visible est en partie protégée du vent solaire par la Terre, on suppose que c'est dans les mers de la face cachée qu'on trouve les plus hautes concentrations d'hélium 3 sur la Lune. Cet isotope est relativement rare sur Terre, mais a un grand potentiel en tant que carburant dans les réacteurs à fusion nucléaire. Les partisans de projets de bases lunaires citent notamment sa présence en faveur de leurs projets.